# Jean-Yves Robin
Jean-Yves Robin (ur. 21 sierpnia 1977) – francuski florecista, złoty medalista mistrzostw świata.
Podczas mistrzostw świata w Seulu w 1999 roku Francuzi w składzie: Lionel Plumenail, Patrice Lhôtellier, Jean-Noël Ferrari i Jean-Yves Robin zdobyli złoty medal w zawodach drużynowych. W rywalizacji indywidualnej zajął tam 49. miejsce.
Był też między innymi czwarty we florecie drużynowym na mistrzostwach Europy w Kopenhadze w 2004 roku. 
Nigdy nie wziął udziału w igrzyskach olimpijskich.